# Lac Hauroko
Le lac Hauroko est un lac situé sur l'île du Sud en Nouvelle-Zélande. Il est situé dans le parc national de Fiordland. Il se caractérise par une profondeur maximale importante de 463 mètres. Ce qui en fait le lac le plus profond de Nouvelle-Zélande.